# Matthias Seuffert
Matthias Seuffert (* 29. Januar 1971 in Kronberg) ist ein deutscher Jazzmusiker (Tenorsaxophon, Klarinette, Arrangement). Seine stilistische Spannweite reicht vom Hot Jazz über Swing bis zum Bebop.

## Leben und Wirken
Seuffert erhielt eine klassische Ausbildung am Klavier und an der Klarinette. Als Jugendlicher entdeckte er den Jazz. Reimer von Essen war sein Mentor. Früh spielte er in der Band von Claus Jacobi; unter der Leitung von Keith Nichols entstand 1996 Harlem’s Arabian Nights, ein Album mit zuvor nicht aufgenommenen Kompositionen Duke Ellingtons und James P. Johnsons. Mit Nichols leitete er die Blue Rhythm Makers (CD 2001). 
2002 entstand mit dem Classic Jazz Trio von Trevor Richards das Album Reeds Write. 2002 und 2003 lehrte Seuffert als Saxophon-Dozent in London am Trinity College of Music und war als Musiker auf der britischen Jazz-Szene tätig; er spielte unter anderem mit Nichols, Alan Barnes, Norman Field und Enrico Tomasso. Dann leitete er ein Quintett mit dem Trompeter Patrick Artero, aus dem Centerpiece (mit der Rhythmusgruppe Thilo Wagner, Michael Schöneich und Gregor Beck) wurde. Daneben trat Seuffert regelmäßig mit dem Trio von Frank Muschalle auf (teilweise verstärkt um Engelbert Wrobel) auf, dokumentiert auf dem Album Mellow Blues (2005). Seit 2007 spielte er auch im European Saxophone Quartet (mit Jean-Francois Bonnell, Marc Richard und Nicolas Montier). Seit 2024 ist er Mitglied der Barrelhouse Jazzband.
Gemeinsam mit dem Bassisten Alyn Shipton leitete Seuffert die Buck Clayton Legacy Band. Weiterhin trat er mit Musikern wie Red Holloway, Eddie Locke, Warren Vaché, Harry Allen, Scott Robinson, Dan Barrett, Marty Grosz, Randy Sandke oder Kenny Davern sowie dem Pasadena Roof Orchestra auf. Für das amerikanische Stomp-Off-Label nahm Seuffert mit Pam Pameijers New Jazz Wizards und dem schwedischen Kornettisten Bent Persson zwei Alben mit der Musik Louis Armstrongs auf; mit Jon-Erik Kellso entstanden zwei Alben mit der Musik des Klarinettisten Johnny Dodds.
Zudem unterrichtet Seuffert am Friedrich-Ebert-Gymnasium in Bonn die Fächer Physik und Mathematik.

## Preise und Auszeichnungen
Seuffert wurde 1992 in Frankreich der Prix Sidney d’Or zuerkannt. 2018 wurde er als Keeper of the Flame vom Park Lane Jazzclub Osnabrück geehrt.